# Szyrokyj Jar (obwód zaporoski)
Szyrokyj Jar (ukr. Широкий Яр) – wieś na Ukrainie, w obwodzie zaporoskim, w rejonie berdiańskim, w hromadzie Czernihiwka. W 2001 liczyła 444 mieszkańców.